# Шаболин, Артём Алексеевич
Арте́м Алексе́евич Шабо́лин (род. 19 июля 2000, Барнаул) — российский футболист, полузащитник вологодского «Динамо».

## Биография
Родился в Барнауле.
Футболом начал заниматься в барнаульской СДЮШОР Алексея Смертина. 7 июня 2012 года перешёл в академию футбола Юрия Коноплёва. 17 апреля 2013 года присоединился к академии московского «Динамо». 1 июня 2015 года вернулся в СДЮШОР Алексея Смертина.
10 августа 2018 года подписал профессиональный контракт с клубом «Носта». 16 сентября 2018 года в матче первенства ПФЛ против «Сызрани-2003» дебютировал в профессиональном футболе.
27 июня 2019 года на правах свободного агента перешёл в «Урал». В составе фарм-клуба стал бронзовым призёром первенства ПФЛ (зона «Урал-Приволжье») 2019/20.
14 марта 2020 года дебютировал в РПЛ, выйдя на замену в гостевой игре против петербургского «Зенита» (1:7).
19 февраля 2021 года был арендован клубом «Енисей» до конца сезона. 
21 июня 2021 года на правах аренды перешёл в «Оренбург». По итогам сезона 2021/22 с клубом занял 3-е место в Первом дивизионе и одержав победу в стыковых матчах вышел в РПЛ.
18 февраля 2023 года пополнил состав «Новосибирска». 
14 сентября 2023 года присоединился к барнаульскому «Динамо».
3 февраля 2024 года подписал контракт с клубом «Леон Сатурн». В сезоне 2024 стал бронзовым призёром Второй лиги (дивизион «Б», группа 2).
16 февраля 2025 года на правах свободного агента пополнил состав вологодского «Динамо».

## Статистика выступлений
| Выступление      | Выступление       | Выступление      | Лига | Лига | Кубки | Кубки | Стыковые матчи | Стыковые матчи | Итого | Итого |
| Клуб             | Лига              | Сезон            | Игры | Голы | Игры  | Голы  | Игры           | Голы           | Игры  | Голы  |
| ---------------- | ----------------- | ---------------- | ---- | ---- | ----- | ----- | -------------- | -------------- | ----- | ----- |
| Носта            | ПФЛ               | 2018/19          | 16   | 3    | 0     | 0     | —              | —              | 16    | 3     |
| Носта            | Итого             | Итого            | 16   | 3    | 0     | 0     | —              | —              | 16    | 3     |
| Урал             | РПЛ               | 2019/20          | 1    | 0    | 1     | 0     | —              | —              | 2     | 0     |
| Урал             | РПЛ               | 2020/21          | 9    | 1    | 2     | 0     | —              | —              | 11    | 1     |
| Урал             | Итого             | Итого            | 10   | 1    | 3     | 0     | —              | —              | 13    | 1     |
| → Урал-2         | ПФЛ               | 2019/20          | 12   | 3    | —     | —     | —              | —              | 12    | 3     |
| → Урал-2         | ПФЛ               | 2020/21          | 2    | 1    | —     | —     | —              | —              | 2     | 1     |
| → Урал-2         | Итого             | Итого            | 14   | 4    | —     | —     | —              | —              | 14    | 4     |
| → Енисей         | ФНЛ               | 2020/21          | 4    | 0    | 0     | 0     | —              | —              | 4     | 0     |
| → Енисей         | Итого             | Итого            | 4    | 0    | 0     | 0     | —              | —              | 4     | 0     |
| → Оренбург       | Первый дивизион   | 2021/22          | 19   | 1    | 2     | 0     | 0              | 0              | 21    | 1     |
| → Оренбург       | Итого             | Итого            | 19   | 1    | 2     | 0     | 0              | 0              | 21    | 1     |
| → Урал-2         | Вторая лига       | 2022/23          | 15   | 2    | —     | —     | —              | —              | 15    | 2     |
| → Урал-2         | Итого             | Итого            | 15   | 2    | —     | —     | —              | —              | 15    | 2     |
| Новосибирск      | Вторая лига       | 2022/23          | 10   | 0    | 0     | 0     | —              | —              | 10    | 0     |
| Новосибирск      | Итого             | Итого            | 10   | 0    | 0     | 0     | —              | —              | 10    | 0     |
| Динамо (Барнаул) | Вторая лига («Б») | 2023             | 8    | 1    | 0     | 0     | —              | —              | 8     | 1     |
| Динамо (Барнаул) | Итого             | Итого            | 8    | 1    | 0     | 0     | —              | —              | 8     | 1     |
| Леон Сатурн      | Вторая лига («Б») | 2024             | 29   | 6    | 1     | 0     | —              | —              | 30    | 6     |
| Леон Сатурн      | Итого             | Итого            | 29   | 6    | 1     | 0     | —              | —              | 30    | 6     |
| Динамо (Вологда) | Вторая лига («Б») | 2025             | 18   | 8    | 0     | 0     | —              | —              | 18    | 8     |
| Динамо (Вологда) | Итого             | Итого            | 18   | 8    | 0     | 0     | —              | —              | 18    | 8     |
| Всего за карьеру | Всего за карьеру  | Всего за карьеру | 143  | 26   | 6     | 0     | 0              | 0              | 149   | 26    |

## Достижения
«Урал-2»
- Бронзовый призёр ПФЛ (зона «Урал-Приволжье»): 2019/20

«Оренбург»
- Бронзовый призёр Первого дивизиона: 2021/22

«Леон Сатурн»
- Бронзовый призёр Второй лиги (дивизион «Б», группа 2): 2024